# ジャレ・バトゥンブア
ジャレ・バトゥンブア（Jale Vatubua、1991年8月30日 - ）は、プロD2USダクスに所属するラグビー選手。

## プロフィール
- フィジー・スバ出身[1]。
- ポジションはセンター(CTB)。
- 身長 189cm、体重 105kg
- 愛称はRavisi。
- フィジー代表キャップは19（2020年9月現在）でラグビーワールドカップ2019のフィジー代表に選ばれた[2]。

## 略歴
ワイカト、レベルズを経て、2012年、ポーに加入。
2024年、USダクスに加入。